# Gualtiero III di Brisebarre
Gualtiero III di Brisebarre (in francese Gautier III de Brisebarre; ... – 1180 circa) fu un nobile del regno crociato di Gerusalemme.

## Biografia
Figlio del signore di Beirut Guido II di Brisebarre, ereditò il feudo alla morte del padre nel 1157. Durante gli anni 1160 comparve in numerosi atti di re Baldovino III di Gerusalemme, soprattutto come testimone di donazioni. In questo periodo sposò l'ereditiera Elena di Milly, figlia del Gran Maestro templare Filippo di Milly, e divenne quindi signore di Montréal jure uxoris. Da Elena Gualtiero ebbe una figlia, Beatrice.
Con l'ascesa al trono di Gerusalemme di re Amalrico I tuttavia la posizione di Gualtiero cominciò a farsi difficile. Prima morì la moglie, che passò i suoi titoli alla figlia Beatrice, ancora bambina, e poco dopo Amalrico, temendo una concentrazione di potere troppo grande in mano alle famiglie nobili, obbligò Gualtiero a vendergli la signoria di Beirut, dandogli in cambio il feudo molto meno valevole di Blanchegarde, vicino a Giaffa, su cui da allora governò Gualtiero. Entro il 1168 egli si era già risposato con Agnese di Tiberiade, che gli avrebbe dato altra discendenza.
Poco dopo morì anche la primogenita Beatrice, e i suoi titoli passarono alla zia Stefania di Milly, moglie del potente politico Milo di Plancy, verso cui Gualtiero cominciò a provare un profondo risentimento, vedendolo come un usurpatore dei suoi antichi feudi. Forse istigato dai nemici di Milo, Gualtiero e suo fratello Guido furono i probabili assassini di Milo, ucciso da ignoti a San Giovanni d'Acri nell'ottobre 1174. L'ultima menzione in vita di Gualtiero è del 22 ottobre 1179, quando firmò come testimone un atto di re Baldovino IV di Gerusalemme; l'ex-signore di Beirut non viene più nominato dopo quella data, e non è quindi improbabile che sia morto di lì a poco.

## Discendenza
Dal primo matrimonio con Elena di Milly Gualtiero ebbe una sola figlia:
- Beatrice, signora di Montréal (morta nel 1168 circa).

Dal secondo matrimonio con Agnese di Tiberiade Gualtiero ebbe cinque figli:
- Bermonda (circa 1170-1187);
- Gilles, signore di Blanchegarde (morto nel 1120 circa);
- Margherita;
- Eschiva;
- Orabile.